# Prokhladni (Moldavànskoie)
|  | Per a altres significats, vegeu «Prokhladni». |

Prokhladni - Прохладный (rus) - és un khútor del krai de Krasnodar, a Rússia. Es troba als vessants septentrionals del Caucas occidental, a la capçalera del riu Psif, a 17 km al nord-oest de Krimsk i a 97 km a l'oest de Krasnodar, la capital.
Pertany al municipi de Moldavànskoie.